# Semiaridní podnebí
Semiaridní podnebí, také nazývané polopouštní podnebí či stepní podnebí (zkratky BSh, BSk), se podle Köppenovy klasifikace podnebí vyskytuje tam, kde je sucho, ale stále je tam dostatek srážek pro to, aby tam mohly růst trávy, keře nebo jednotlivé stromy. Často se vyskytuje na okrajích pouští. Podle Köppenovy klasifikace podnebí se rozděluje na dva podtypy, horký a studený. Srážek nenaprší více než 500 mm. Typické jsou velké (přes 20°C) teplotní rozdíly mezi dnem i nocí. V polopouštích nastávají velmi dlouhá období sucha.

## Horké semiaridní klima (BSh)

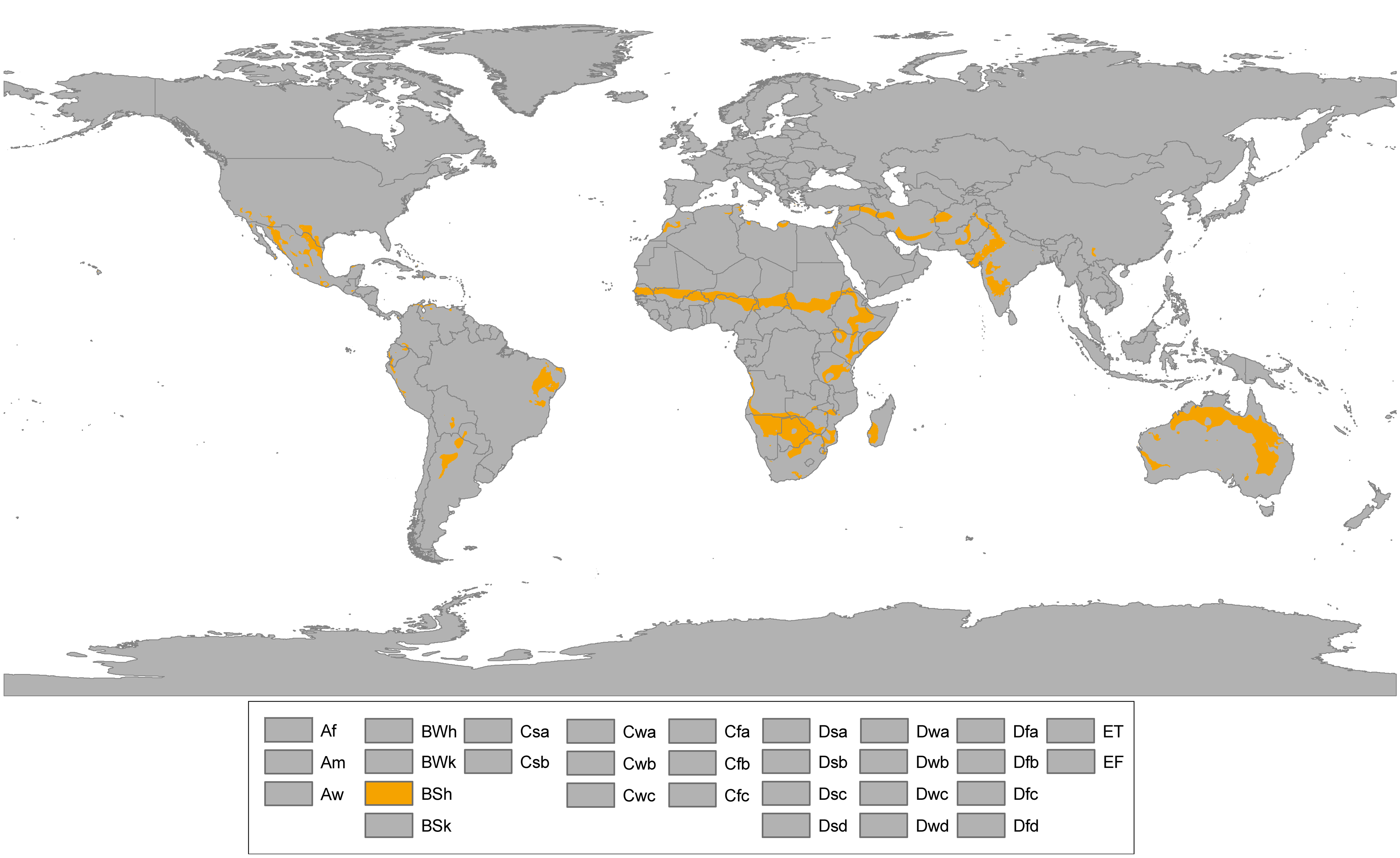
Horké semiaridní klima.

Nejčastěji je v tropech a subtropech. Má horká léta a mírné zimy, při kterých sníh padá naprosto výjimečně. (pokud to místní teploty dovolí). Do polopouští v Indii, na západě Afriky, jižní Kalifornii a částech Mexika a částech Pákistánu docházejí pravidelně monzuny a jsou tam krátká období dešťů, stejně tak jsou obvykle období sucha a kratší období dešťů v tomhle typu klimatu, ale v jiných místech nemají souvislost s monzunem. Období dešťů netrvají déle než půl roku.

### Teploty
Roční průměrná teplota přesahuje 18 °C .
V létě dosahují maximálních hodnot okolo 40 °C. V zimě běžně klesají pod 10 °C ale v některých oblastech běžně klesají i pod bod mrazu. Pod -10 °C však často neklesají.

### Rostlinstvo
Polopouště jsou oblasti na přechodu mezi savanou a pouští, vyznačující se nízkými srážkami a řídkou vegetací, pokrývající 10 až 50 procent plochy.[zdroj?] Srážky jsou zde vyšší než na poušti (asi 250 – 400 mm ročně) a deštivé období je delší. Rostlinstvo polopouští je přizpůsobeno nedostatku srážek a podobá se pouštní vegetaci, jde tedy hlavně o sklerofyty a sukulenty. V polopoušti se střídají otevřené holé plochy s hustšími porosty, kde převládají prutnaté keře a keříky. Ty jsou buď tvrdolisté (Larrea tridentata, Prosopis glandulosa), nebo opadavé, kdy listy vytrvají jen přes nejvlhčí období. Velmi jsou rozšířeny kaktusy a sukulenty. Ze sukulentů jsou to například agáve (Agave), juka (Yucca), bokarnea (Beaucarnea), hechtie (Hechtia) a Fouquieria.

## Studené semiaridní klima (BSk)

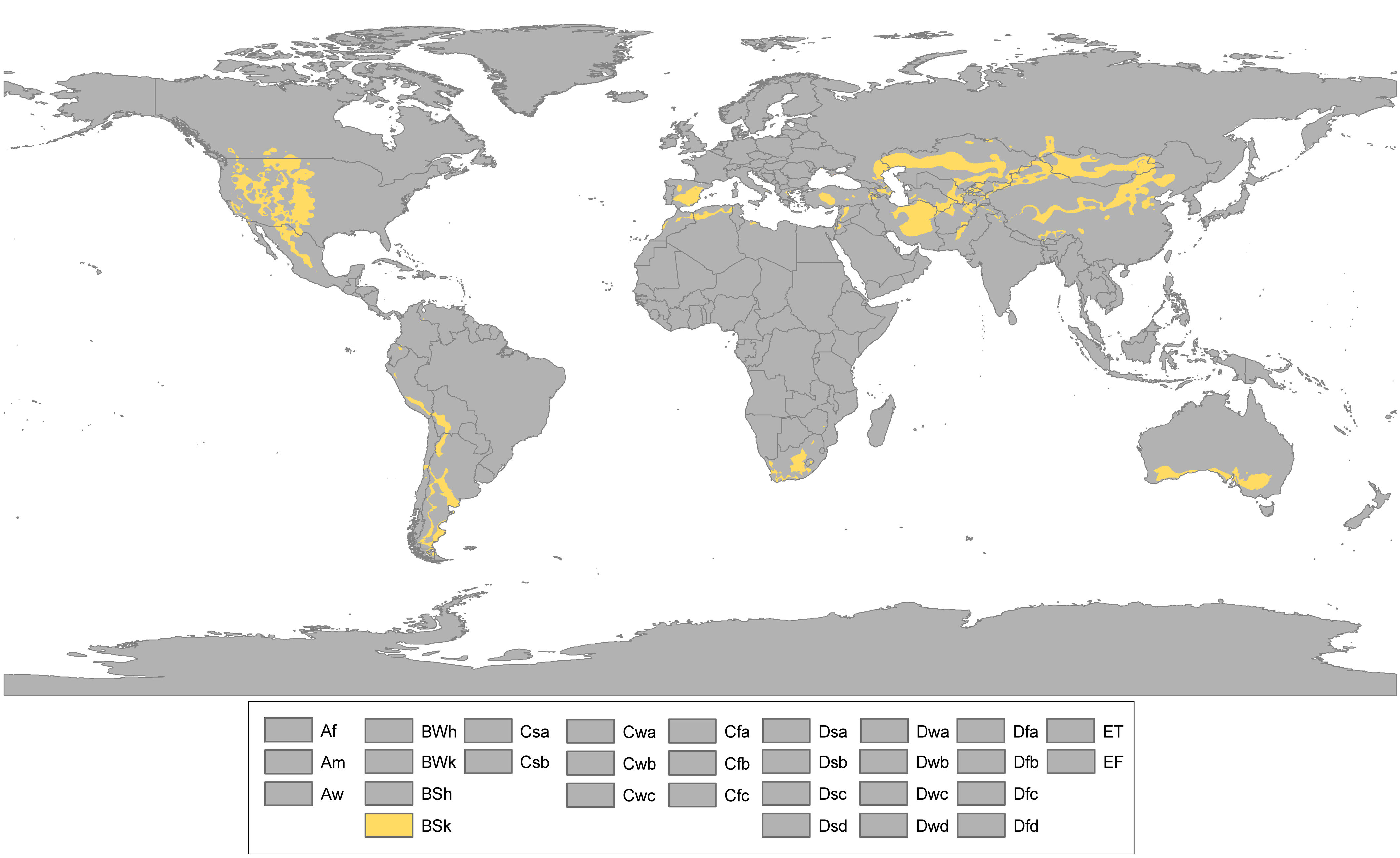
Studené semiaridní podnebí.

Je obvykle v mírných zeměpisných šířkách. Významná část srážek spadne (nasněží) v zimě. Ale přesně ohraničená období sucha tam být nemusí a srážky mohou být i celoročně rovnoměrně rozložené.

### Teplota
Základní podmínkou tohoto klimatu je, že celoroční průměrná teplota je pod 18 °C. Nejvyšší letní teploty bývají mezi 30 °C a 40 °C. V zimě mohou klesat hluboko pod bod mrazu, často i pod -20 °C, a někdy i pod -30 °C. Rozdíl mezi průměrnou měsíční teplotou nejstudenějšího a nejteplejšího měsíce může být extrémní, často je to i více než 30 °C.

## Galerie

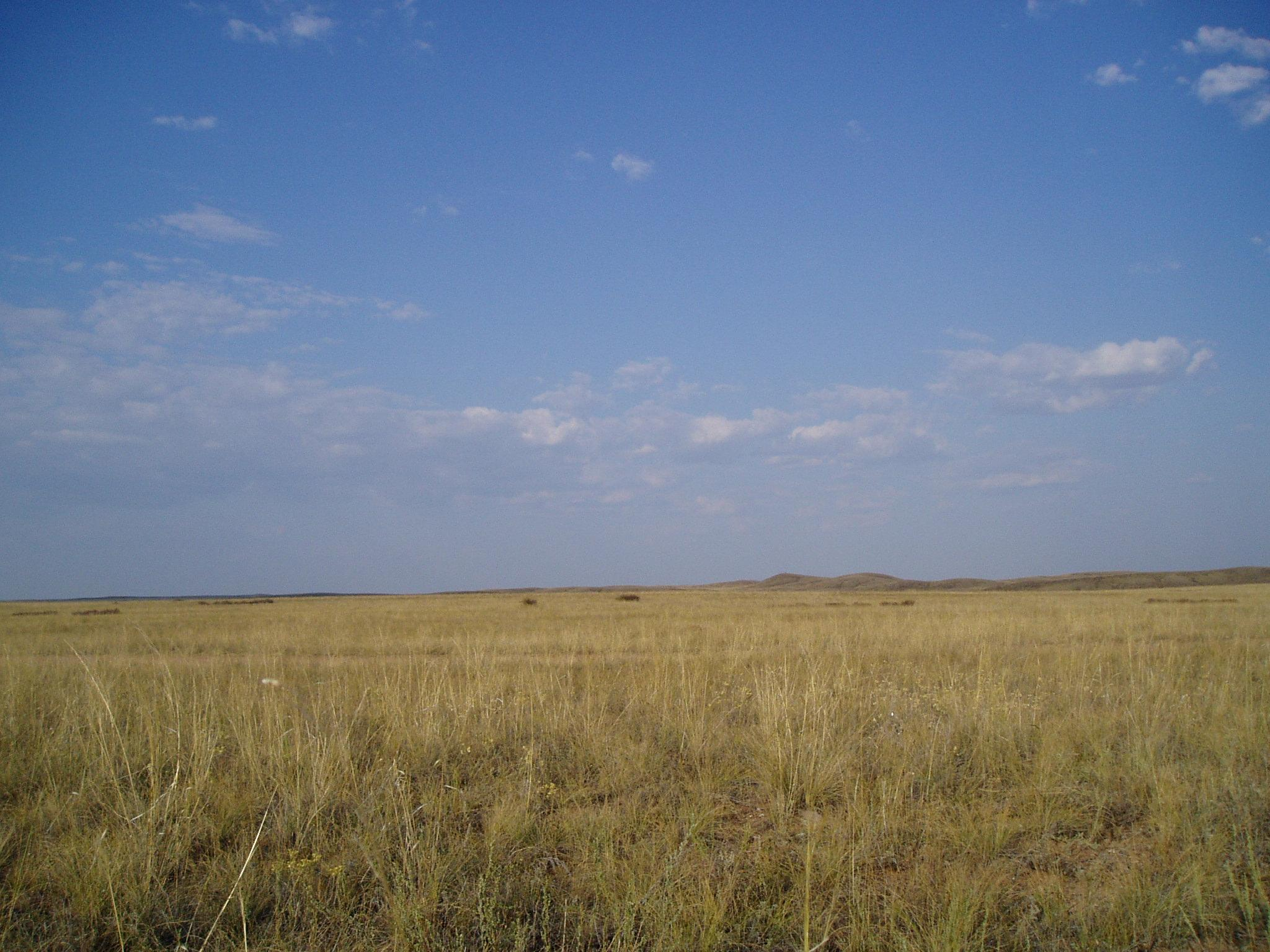
Kazachstánská celina (studený typ).
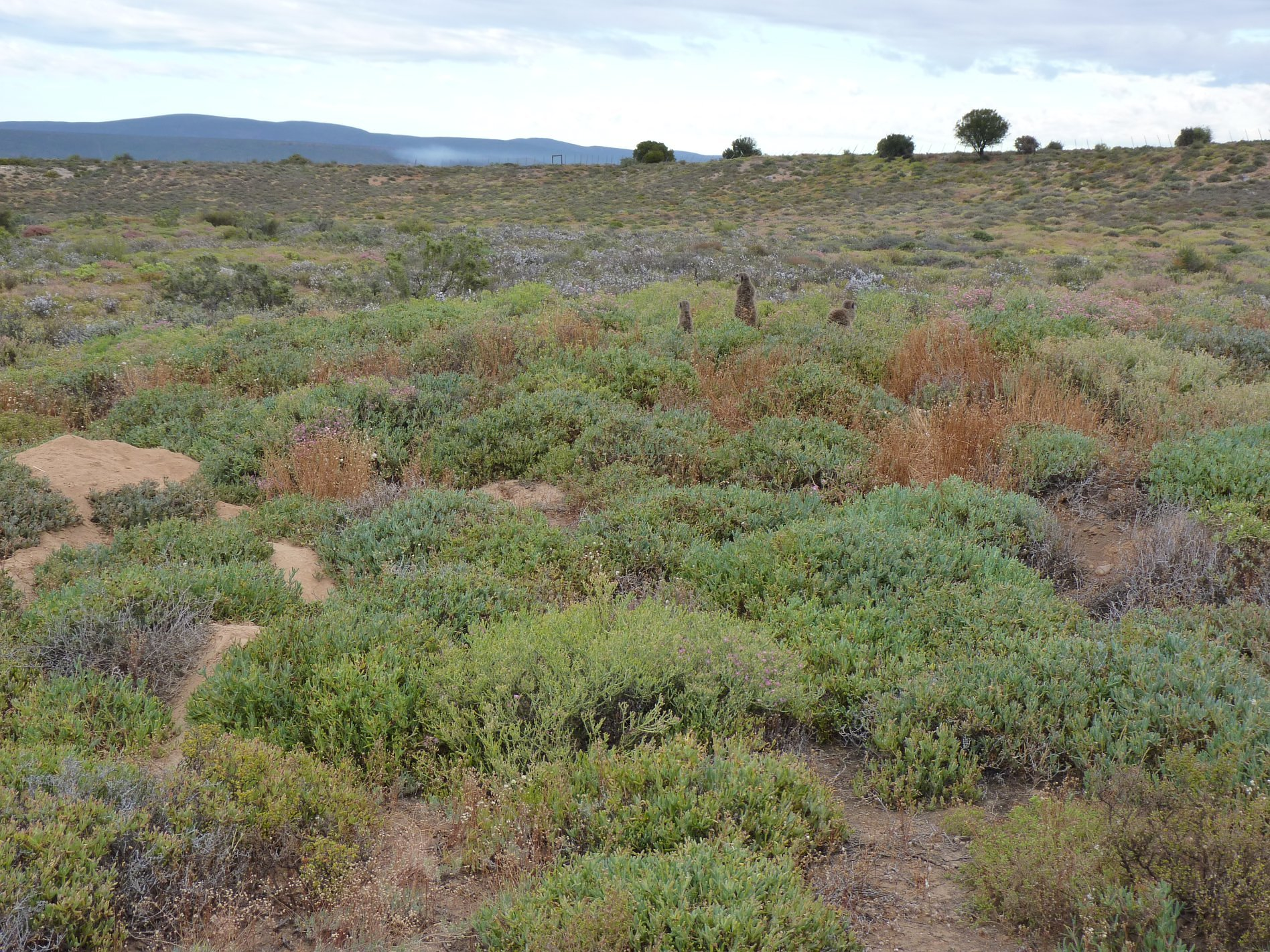
Polopoušť
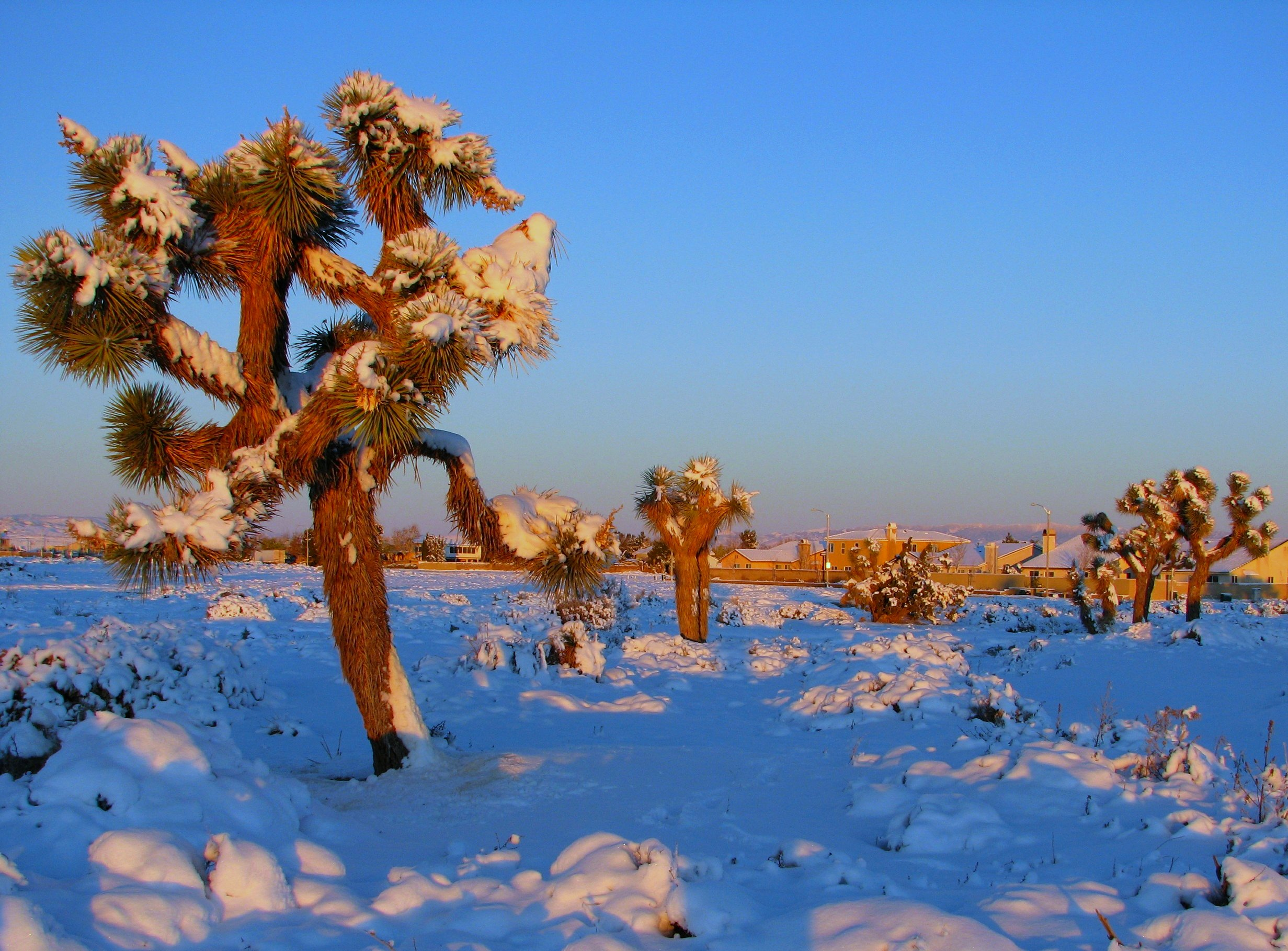
Zasněžená polopoušť (horký typ).